# Демилитаризација
Демилитаризација може значити смањење државних оружаних снага, супротни термин је милитаризација. На пример, демилитаризација Северне Ирске је подразумевала смањење безбедносних и војних снага Уједињеног Краљевства. Демилитаризација у овом смислу обично је исход мировног споразума којим се окончава рат или сукоб. Принцип се разликује од демобилизације, која се односи на драстично добровољно смањење величине победничке војске.